# Luís do Souto
Luís do Souto (auch: Luiz do Souto) war ein portugiesischer Seemann des 16. Jahrhunderts.
Er war Kommandant der Nao Conceição, mit der er am 7. April 1592 vom Tejo gen Indien aufbrach. Zwei Jahre später war er Kapitän der Nao São João, die am 1. April 1594 als Teil einer Armada ebenfalls nach Indien aufbrach.